# Menhir de Kermaillard
Le menhir de Kermaillard, appelé aussi Skalehir ou la motte de beurre, est un menhir situé à Sarzeau, dans le département du Morbihan en France.

## Historique
Le menhir a été découvert couché. Il a été redressé en septembre 1988 par Joël Lecornec à son emplacement initial dans sa fosse de calage qui a été retrouvée lors des fouilles préalables à son redressement.
Le menhir de Kermaillard et son emprise font l'objet d'une inscription au titre des Monuments historiques par arrêté du 24 juillet 2023.

## Description
Le menhir est constitué d'un bloc de granite, d'une longueur totale de 5,2 m (en comptant la partie enterrée). Les deux faces principales ont été retouchées par percussion. Le menhir a du être renversé peu de temps après son érection car il ne comporte aucune trace de météorisation caractéristique des blocs de granite dressés (absence de cannelures verticales d'érosion). A contrario, la face orientale comporte plusieurs séries de cupules, qui furent probablement creusées quand le menhir était renversé (si le menhir était en position dressée, certaines d'entre elles auraient été enterrées). 

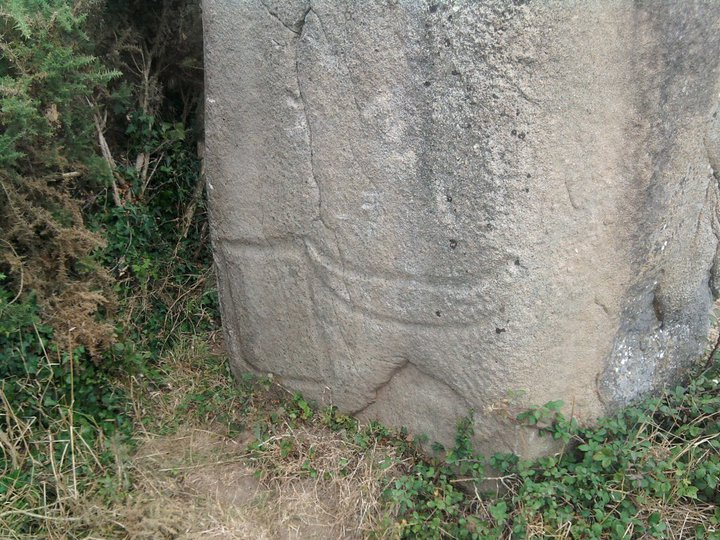
Gravures à la base du menhir.

La face du menhir orientée au nord-ouest correspond à la face d'arrachement du bloc. Elle comporte à la base un décor gravé, qui a été protégé de l'érosion car cette face était couchée contre le sol après la chute du menhir. Ce décor est composé de trois signes bien individualisés : à gauche, une hache à talon pointu et manche en forme de crosse ;  au centre, un signe de forme quadrangulaire disposé de manière légèrement penchée ; et à droite, un signe s'apparentant à un « croissant de lune » très aplati représenté en position quasi-horizontale. Selon Briard, ce décor pourrait représenter une association de la « déesse-mère » (le signe quadrangulaire) et du croissant lunaire alors que Serge Cassen préfère y voir une représentation symbolique d'un espace terrestre (le signe quadrangulaire) et d'un espace maritime (la forme en croissant serait un bateau sans équipage). Une gravure, associant ces deux signes, absolument identique est visible sur l'un des menhirs des alignements du Vieux-Moulin. La face orientale, outre des cupules et un signe en croix, comporte trois motifs distincts, seuls deux étant visibles (en prenant du recul à moins de 5 m du menhir) : vers le haut et au centre, un signe du type « crosse » ;  au centre, un cétacé type cachalot à tête rectangulaire ; en partant du sommet pointu du menhir, huit tracés ondulés.
Selon Cassen, l'implantation géographique du menhir ne serait pas anodine, l'endroit correspondant à la partie la plus étroite de la presqu'île de Rhuys, à 250 m du rivage actuel, pourrait être interprété comme un « site de passage ».